# 聖アポロニア (スルバラン)
『聖アポロニア』（せいアポロニア、仏: Sainte Apolline、英: Saint Apollonia）は、スペインのバロック絵画の巨匠フランシスコ・デ・スルバランが1636年にキャンバス上に油彩で制作した絵画で、画家が描いた殉教した聖女を主題とする一連の女性単身像のうちの1点である。本作は、サン・ホセ・デラ・メルセ・デスカルサ (San José de la Merced Descalza) 修道院の袖廊の祭壇をなしていた1636年制作の一群の絵画と一括りにでき、スルバランが最高傑作を制作した最も円熟した時代のものである。ニコラ＝ジャン・ド・デュ・スールトによりセビーリャからフランスに持ち去られ、現在、パリのルーヴル美術館に所蔵されている。

## 作品
元来、この絵画は、おそらくセビーリャのサン・ホセ・デラ・メルセ・デスカルサ修道院の高祭壇の一部で、この高祭壇には『キリストと父なる神に戴冠される聖ヨセフ』 (セビーリャ美術館) と、おそらく『聖ルチア』 (シャルトル美術館)  もあった。『聖ルチア』は本作『聖アポロニア』の対作品であったと考えられるが、工房作品である。本作は、1867年にニコラ＝ジャン・ド・デュ・スールトの遺族からルーヴル美術館に購入された。
聖アポロニアはアレクサンドリアの助祭で、キリスト教徒迫害の最初の犠牲者の1人であった。カイサリア・マリティマのエウセビオスの記述によれば、彼女はまず投石を顔に受け、ペンチですべての歯を引き抜かれ、火刑に処せられて殉教した。画面で聖アポロニアは、ペンチで挟みつけた臼歯を見せつけるようにして右手に持っている。彼女は歯痛に対して加護を求められるようになり、歯科医たちの守護聖人であったので、そのアトリビュート (人物を特定する事物) は歯である。彼女が左手に持つシュロの葉と花冠は不滅の象徴、そして処女性の象徴である。
ルネサンス期の画家は、聖人たちに古典的な衣服を纏わせた。中世の画家たちの様式にある程度採用して、ジョルジュ・ド・ラ・トゥール、スルバラン、カラヴァッジョなどの何人かの17世紀の画家たちは聖人たちに当時の衣服を纏わせた。こうして、神と信心深い人々の間の仲介者である聖人は、ある種の神秘的な親和性の中に見出されるのである。
本作で、スルバランは、宗教劇や「キリストの聖体」を讃えるセビーリャの伝統的な行列衣装に着想を得たとも考えられる。強い光を当てた布の織地や輝きを描くのに優れた画家は、暗い背景に浮かび上がって光沢を放つ、重量感のある絹布を際立させている。聖アポロニアの身体をゆったりと覆うマントとスカートのたっぷりとしたフォルムのほとんど幾何学的な厳格さは、まさに彫刻的な美しさとなっている。